# Xian autonome yi de Mabian
Le xian autonome yi de Mabian (马边彝族自治县 ; pinyin : Mǎbiān yízú Zìzhìxiàn) est un district administratif de la province du Sichuan en Chine. Il est placé sous la juridiction de la ville-préfecture de Leshan.

## Démographie
La population du district était de 171 396 habitants en 1999.